# 小林敬 (検察官)
小林 敬（こばやし たかし、1951年3月23日 - ）は、日本の元検察官で弁護士。大阪地方検察庁検事正在任中、懲戒処分を受け退官した。

## 経歴
1974年京都大学法学部卒業。司法修習第28期終了。1976年4月検察官任官。2004年1月奈良地方検察庁検事正。同年12月最高検察庁検事。2005年9月前橋地方検察庁検事正。2007年6月大阪高等検察庁次席検事。2008年7月最高検察庁公安部長。

2010年1月から大阪地方検察庁検事正を務めた。同年9月21日、大阪地検特捜部主任検事証拠改ざん事件が表面化。9月22日、前田恒彦の証拠改ざんを隠したとして、三井環から証拠隠滅の罪で告発された。同年10月21日付けで、三井からの告発に対しては不起訴となったが、逮捕された元大阪地検特捜部長・大坪弘道、元副部長・佐賀元明、元検事・前田恒彦に対する監督責任を問われ、法務大臣から減給100分の10、4ヶ月の懲戒処分を受けた。翌10月22日に依願退官した。
2011年2月22日付けで、日本弁護士連合会に弁護士登録を認められ、大阪弁護士会に入会。同年大𡌛・小林法律事務所弁護士。2013年11月阪急阪神ホテルズメニュー表示の適正化に関する第三者委員会委員長。2017年4月積水ハウス監査役、同年6月山陽特殊製鋼取締役。
同年9月、東京都品川区西五反田の老舗旅館「海喜館」をめぐる地面師詐欺事件の調査対策委員会委員。同年新倉明元大阪地方検察庁刑事部長らと大阪広域生コンクリート協同組合弁護団の結成に参加。
関西電力コンプライアンス委員会社外委員も務め、2018年には関西電力調査委員会委員長として、森山栄治高浜町元助役による岩根茂樹社長らへの金品提供について調査を行ったが、更田豊志原子力規制委員会委員長から、「組織として事態の解決に動くべき」と関西電力の組織対応が批判を受けた。また、調査にあたって森山元助役から聞き取りをせず、一方当事者の言い分のみを記したことについて記者会見で指摘されると、「そこまでは思いが至らなかった」と弁解した。その後TBSテレビ報道特集では、関西電力のコンプライアンス委員会について、「隠蔽のための作戦会議と化している」とする内部告発文書が紹介された。
2022年大阪公立大学病院長選考会議第三者委員会委員長を務め、「病院長不在をすみやかに解除すべき」との見解を示した。